# Artem Besyedin
Artem Besyedin (en ucraniano: Артем Юрійович Бєсєдін; Járkov, 31 de marzo de 1996) es un futbolista ucraniano, juega como delantero, su equipo es el S. K. Líšeň de la Liga Nacional de Fútbol de la República Checa y representa a la selección de fútbol de Ucrania.

## Clubes
| Club                           | País                | Año                 | Partidos | Goles |
| ------------------------------ | ------------------- | ------------------- | -------- | ----- |
| F. C. Dinamo de Kiev           | Ucrania             | 2015-2023           | 143      | 35    |
| F. C. Metalist Járkov (cesión) | Ucrania             | 2015-2016           | 21       | 1     |
| A. C. Omonia Nicosia (cedido)  | Chipre              | 2023                | 15       | 1     |
| F. C. Ordabasy                 | Kazajistán          | 2023-2024           | 32       | 5     |
| S. K. Líšeň                    | República Checa     | 2025-presente       | 8        | 1     |
| Total en su carrera            | Total en su carrera | Total en su carrera | 219      | 43    |

## Palmarés

### Títulos nacionales
| Título                     | Club                 | País       | Año  |
| -------------------------- | -------------------- | ---------- | ---- |
| Liga Premier de Ucrania    | F. C. Dinamo de Kiev | Ucrania    | 2016 |
| Supercopa de Ucrania       | F. C. Dinamo de Kiev | Ucrania    | 2016 |
| Supercopa de Ucrania       | F. C. Dinamo de Kiev | Ucrania    | 2018 |
| Supercopa de Ucrania       | F. C. Dinamo de Kiev | Ucrania    | 2019 |
| Copa de Ucrania            | F. C. Dinamo de Kiev | Ucrania    | 2020 |
| Supercopa de Ucrania       | F. C. Dinamo de Kiev | Ucrania    | 2020 |
| Liga Premier de Ucrania    | F. C. Dinamo de Kiev | Ucrania    | 2021 |
| Copa de Ucrania            | F. C. Dinamo de Kiev | Ucrania    | 2021 |
| Copa de Chipre             | A. C. Omonia Nicosia | Chipre     | 2023 |
| Liga Premier de Kazajistán | F. C. Ordabasy       | Kazajistán | 2023 |